# Етап (ув'язнення)
Етап – примусове транспортування ув'язнених (засуджених та /або підслідних) або засланих; маршрут ув'язнених (засланих) до місця ув'язнення або заслання; партія ув'язнених (засланих), яка транспортується.

### Історія появи
В Російській імперії в 1817 році вводиться етапна система супроводження засуджених злочинців. У складі окремого корпусу внутрішньої варти Імператорської армії сформували етапні команди. Етапи створювалися на дорогах, по яких пересилали арештантів пішо-етапним порядком; відстань між етапами складала від 15 до 25 верст. На кожному етапі влаштовувалася або винаймалася окрема будівля з особливими приміщеннями для арештантів (чоловіків і жінок) і для конвою.
З урахуванням регіональних особливостей та маршрутів по сибірських губерніях обов'язки внутрішньої варти покладалися на Іркутський гарнізонний полк, Тобольський і Томський батальйони, на допомогу яким були сформовані інвалідні команди (рос. "Военные инвалиды") у міських поселеннях (наприклад, в Красноярську, Кургані, Омську, Тюмені, Якутську та ін.) і заводах.
В 1817 році засновують жандармські частини внутрішньої варти. В 1822 року приймають положення про порядок застосування кайданів до каторжників, що підлягають етапуванню в Сибір.
З розвитком мережі залізниць застосування пішо-етапного порядку пересилання арештантів поступово скорочувалася, і етапи закривалися.
У 1851 р. Воєнне міністерство Російської імперії віддало перше циркулярне розпорядження про використання залізниці для військових перевезень.
Хоча конвоювання не було першочерговою причиною розбудови мережі залізничних шляхів, воно не могло не скористатися новими "благами". Тож з другої половини ХІХ ст. стали будуватися перші залізничні шляхи на схід, як казенні і концесійні (Московсько-Нижегородська, Вологдо-Вятська, Самаро-Златоустівська), так і  приватні (Рязано-Уральська залізниця, Московсько-Ярославська та ін.). 
Найдовшу дорогу в світі – Транссибірську магістраль – почали будувати в 1891 році одночасно від Челябінська через Новоніколаєвськ на Красноярськ і Іркутськ і від Владивостока на Хабаровськ. Повністю по території Російської імперії рух було відкрито після введення в дію моста через річку Амур в 1916 році. 
Після більшовицького перевороту всі приватні залізниці були націоналізовані. За перші п'ятирічки збудовані (власне в'язнями концтаборів) Турксиб, Трансполярна магістраль, БАМ.

### Етап в пам'ятках літератури та мистецтва
* * *
Вагон брудніший авгійових стаєнь
Вагітний знову бідними людьми.

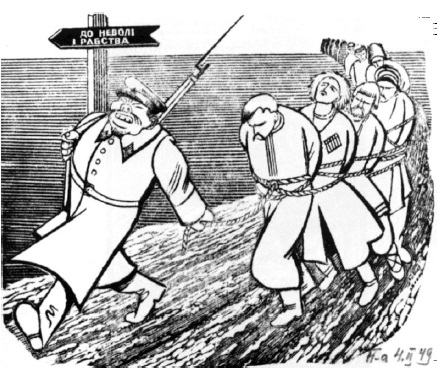

Цей рейс проклятий певно не останній,
Як не останні пасажири ми.
Грудяччям змерзлим вниз, забудь про злети.
Холодним снігом спомин занесе.
Ми ще лиш тут священники й поети,
І далі номер табірний – і все.
(Ольга Кіс)      

* * *
По таборах! Прощай моя тюрма!
Уже стою в розтріпаній шерензі,
А замполіт питає, чи нема –
Ах! – чи нема, бува, яких претензій.
Немов би він чував таке хоч раз!
Етап забув знущання, бійки, сварки.
І лагідно пасуть очима нас
Захекано притомлені вівчарки.
Уже задкує вороний пікап
І зараз чурка дошнонає речі,
І я усе, що призабув етап,
Запхаю в сидір та й візьму на плечі.
(Микола Шатілов)      

* * *
Етап
Вечірній Львів, і знічена колона,
І конвоїри з псами – не втекти, –
Діждалися товарного вагона
І зникли в ньому, вирвані з глоти.

В два яруси вмостилися квапливо –
До грона гроно стрижених голів –
І в забутті крізь дим локомотива
Стривожено дивилися на Львів.

Загув гудок – і рушили. Як тіні
Хиталися у рамочці вікна:
Остання ніч на рідній Україні,
А далі – невідома чужина...
(Іван Гнатюк)